# 1307

## Събития
- Данте Алигиери започва Божествена комедия.
- Филип IV – Кралят на Франция заграбва имуществото на рицарите тамплиери, които са превърнали своя орден в държава в държавата.